# Constante Ferrari
Constante Ferrari o Constante (n. Reggio Emilia; 1785 - f. Massa Lombarda; 1851) fue un militar y mercenario italiano. 
A lo largo de su carrera fue militar de los ejércitos napoleónicos en Italia y Centroeuropa, y en la guerra de independencia española. También se empleó a favor de Venezuela y otras naciones americanas durante las guerras de independencia hispano-americanas. Además, intervino en la primera guerra de Independencia italiana y el Risorgimento. 
Su autobiografía Memorie postume (1855) fue popular en la Italia del siglo XIX.

## Biografía
Constante Ferrari nació en Reggio Emilia (llamada Reggio di Modena en esos años) el 5 de enero de 1785. Su padre y su madre eran Francesco y Maddalena Messori, ricos comerciantes de ideas liberales. Desde muy temprana edad mostró una pasión por el estilo de vida militar. Con la entrada en Reggio Emilia durante la guerra de Primera Coalición en 1796 de los ejércitos franceses al mando del general Augerau se alistó en el batallón de voluntarios Conde Bolognini sin el conocimiento de la familia y con sólo doce años de edad, alcanzando el grado de cabo. 
Entonces -entusiasmado por las ideas liberales e igualitarias propagadas en toda Europa por el ejército revolucionario francés- entró en el ejército de la República Italiana, y más tarde en el del Reino napoleónico de Italia con el que participó en los sitios de Colberg y Stralsund (1807) en la expedición de Nápoles. Desde 1808 hasta 1813 luchó con honor en el ejército francés en la guerra de independencia de España, lo que le valió la condecoración de la Corona de Hierro (marzo de 1811) y, unos meses más tarde, el grado de Teniente (agosto de 1811).
En 1814 Ferrari fue testigo del colapso del Reino de Italia. Después de negarse a ingresar en el ejército austríaco, optó por luchar por la causa de la independencia nacional italiana bajo el mando de Joachim Murat, rey de Nápoles. Después de la derrota de Murat en la guerra austro-napolitana, se embarcó desde Italia rumbo a países de Europa del Este.

Viajes de Constante Ferrari con Agustín Codazzi (1816-1822)

A continuación hizo amistad con Agostino Codazzi, ex suboficial de la artillería del ejército del Reino de Italia. Tras ofrecerse como mercenarios en Grecia, Moldavia, Valaquia, Polonia, Prusia y Dinamarca embarcaron desde Amberes a Baltimore en EE. UU. Fueron contratados por EE. UU. a a las órdenes del traicionero Gregor MacGregor para participar en los intentos anexionistas de los EE. UU. sobre La Florida española. A bordo del bergantín América Libre asaltaron el fuerte San Carlos en Fernandina y tomaron de la isla Amelia (1817), proclamando la efímera república de Florida. La campaña fracasó y, tras ser expulsados por España, participaron en un segundo intento de ocupación de La Florida, esta vez propiciado por los independentistas venezolanos, a las órdenes del corsario francés Luis Aury. En esta campaña participaron  Pedro Gual, Luis Brión, Juan Germán Roscio y Vicente Pazos.Aury, nombrado general por Venezuela,  lo nombró Capitan del batallón europeo, cuando Constante Ferrari se le unió en la isla de Amelia junto a 250 voluntarios, casi todos mercenarios procedentes de los ejércitos napoleónicos.

Ahí (en Amelia) nos unimos en número de 250 a las tropas del general Aury que dispuso la creación de tres batallones para garantizar el control de la isla, uno de británicos y norteamericanos bajo el mando del colonel Wals, el segundo de "moros" y negros bajo el mando del colonel Molo y el tercero de europeos sucesivamente bajo mi mando....en fecha 8 de febrero de 1818 con Decreto (sucesivo) del general Aury mi amigo Agustin Codazzi fue nombrado "Teniente de artillería" y yo fui promovido a "Capitan de batallon". Costante Ferrari

Fueron derrotados por las tropas enviadas por el presidente James Monroe en diciembre de 1817 en virtud de las pretensiones anexionistas del gobierno de los Estados Unidos respecto a la Florida.  
En 1818 continuaron servicio de Aury, quien estaba a las órdenes de Bolívar, en las guerras de independencia hispno-americanas en Honduras y Nicaragua en la entonces Capitanía General de Guatemala española. Siguiendo la idea nacionalista de la Gran Colombia de Bolívar participaron en las ofensivas a los puertos de Omoa y Trujillo. Ferrari se distinguió en esos combates. En julio de 1808 tomaron isla de Providencia frente a las costas de Nicaragua, estableciendo una base corsarias por varios años, constituyendo así el primer territorio libre de la Nueva Granada. En 1819 participaron en la operación conjunta fallida de Luis Aury y Gregor MacGregor para invadir el istmo de Panamá Después de este acontecimiento Aury, Codazzi y Ferrari navegaron hasta Buenos Aires para ponerse al servicio de las Provincias Unidas del Río de la Plata.
En 1822 Ferrari y Codazzi regresaron a Italia. Gracias a sus campañas americanas adquirieron la magnífica finca agríicola Villa Serraglio (Massa Lombarda, Ravenna), que había pertenecido a la marquesa Albergati Capacelli de Bolonia. En esos años Ferrari se casó con una joven local de apellido Tesla Ferrari.Sin embargo, Constante Ferrari se mantuvo esencialmente un hombre de guerra y acción. Por lo tanto, no mucho después, intentó emplearse como mercenario a las órdenes de Grecia, sublevada contra el Imperio Otomano en la guerra de independencia de Grecia. Sin embargo, los insurgentes griegos rechazaron la presencia de mercenarios italianos en sus filas. Trabajó en su finca agrícola durante seis años, mientras que Codazzi (que había perdido su propiedad) en 1826 prefirió volver a América donde comenzó su exitosa carrera como cartógrafo y científico militar en Venezuela y Colombia.
Durante las revoluciones de 1830, en 1831 se adhirió a la causa liberal nacionalista del Risorgimento. En febrero de 1831, el Gobierno provisional de la Comisión de Imola le nombró comandante en jefe de la ciudad, dándole diez días después el grado de Coronel. Con la derrota de la insurrección, Ferrari escapó a Marsella. Tras la amnistía general de 1833 regresó a Italia. Codazzi rechazó su propuesta de establecerse junto a él en Caracas, por lo que se asentó en su finca de Villa Serraglio. Pese al buen tamaño de la explotación agrícola no logró obtener grandes rendimientos por su inexperiencia en la administración de la finca y en la agricultura.
Por último, en 1848, durante la primera guerra de la independencia de Italia, tomó el mando de un batallón de voluntarios, entre las tropas bajo el mando del general Durando, y luchó en el Veneto, tomando parte en el sitio de Vicenza al defender la ciudad de los ataques de los austriacos. Después de la capitulación de la ciudad (11 de junio de 1848), Ferrari y sus hombres se concentraron en Bolonia y estuvieron involucrados en los enfrentamientos que llevaron a la expulsión de los austriacos. 
Finalmente regresó al aislamiento en su tranquila Villa Serraglio, en donde escribió sus famosas Memorie postume. Su último acto político fue en abril de 1849, con su adhesión a la vibrante, pero estéril, protesta contra la expedición francesa de Roma. Sin embargo no pudo participar en la defensa de la ciudad ya que fue impedido por su edad y por sus muchas dolencias sufridas en guerra.
Constante Ferrari murió en su residencia de Villa Serraglio en Massa Lombarda el 30 de abril de 1851, siendo honrado por muchos patriotas italianos y conciudadanos.